# Gleichenia pteridifolia
Gleichenia pteridifolia là một loài dương xỉ trong họ Gleicheniaceae. Loài này được Ces. mô tả khoa học đầu tiên năm 1876.
Danh pháp khoa học của loài này chưa được làm sáng tỏ. 